# Hans Aronsen
Hans Aronsen (* 1967) ist ein grönländischer Politiker (Inuit Ataqatigiit).

## Leben
Hans Aronsen ist der Sohn von Sakarias und Emilie Aronsen. Mit seiner Frau Naja L. Aronsen hat er vier Kinder. Er stammt aus Kangaatsiaq, ist Jäger und Fischer und arbeitet nebenher als Touristenguide.
Er begann seine politische Karriere, als er bei der Kommunalwahl 2008 kandidierte und in den Rat der neuen Qaasuitsup Kommunia gewählt wurde. Er kandidierte im Jahr darauf auch bei der Parlamentswahl 2009 und erhielt einen Platz im Inatsisartut. Bei der Wahl 2013 wurde er wiedergewählt. Bei der Kommunalwahl 2013 verteidigte er auch seinen Sitz im Kommunalrat. Bei der Parlamentswahl 2014 erreichte er nur noch den zweiten Nachrückerplatz der Inuit Ataqatigiit, von dem aus er ab November 2015 wieder ins Inatsisartut einziehen konnte. Bei der Kommunalwahl 2017 wurde er in den Rat der neuen Kommune Qeqertalik gewählt. Bei der Parlamentswahl 2018 erhielt er nicht mehr genügend Stimmen und schied aus dem Inatsisartut aus. Bei der Kommunalwahl 2021 zog er zum vierten Mal in Folge in den Kommunalrat ein. Am selben Tag erreichte er auch den zweiten Nachrückerplatz der Inuit Ataqatigiit bei der Parlamentswahl 2021, von wo aus er für die beurlaubten Minister ins Inatsisartut nachrückte. Im Mai 2024 trat er von seinem Parlamentssitz zurück. 2025 trat er nicht mehr bei den Wahlen an.